# J. B. Hutto

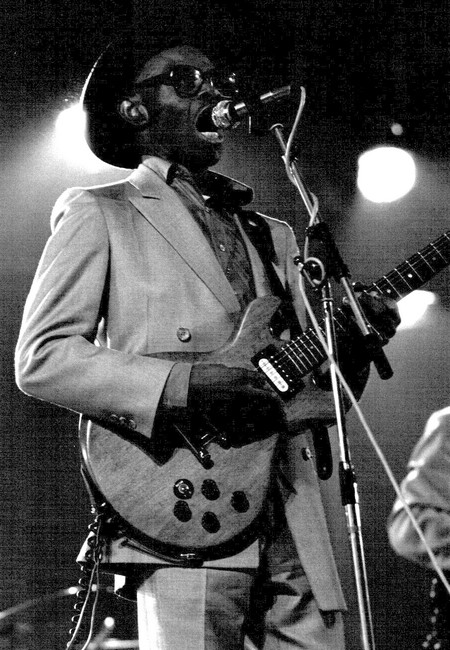
J.B. Hutto im Dezember 1982 in Frankreich

Joseph Benjamin „J. B.“ Hutto (* 26. April 1926 in Blackville, South Carolina, USA; † 12. Juni 1983 in Harvey, Illinois) war ein US-amerikanischer Blues-Gitarrist. Beeinflusst von Elmore James entwickelte Hutto einen ausdrucksstarken Stil auf der Slide-Gitarre. Zudem war Hutto bekannt für seine dynamischen Auftritte.

## Leben
Hutto machte in Augusta, Georgia, bei den Golden Crowns Gospel Singers seine ersten musikalischen Erfahrungen. Die Gruppe bestand aus ihm selbst und seinen drei Brüdern und drei Schwestern. In den 1940ern gingen er und seine Familie nach dem Tod des Vaters, eines Predigers, nach Chicago. Dort brachte er sich das Gitarrenspielen selbst bei und begann seine Profikarriere bei Johnny Ferguson and His Twisters. Auch auf dem berühmten Maxwell Street Market war er oft zu hören. Im Koreakrieg diente er in der amerikanischen Armee als Lastwagenfahrer.
1954 nahm Hutto mit seiner Band, den Hawks, sein erstes Album auf. Nach einigen Erfolgen zog er sich weitestgehend aus dem Musikgeschäft zurück. Im Zuge des Blues-Revivals in den 1960ern wurde auch J. B. Hutto mit seinen Hawks wiederentdeckt. Die Besonderheit der neuen Hawks war, dass sie ohne Bass aber mit zwei Gitarren und Schlagzeug auftraten. Mit dieser Band trat er in Turner’s Blue Lounge auf und nahm nach langer Zeit wieder Platten auf. In den nächsten 12 Jahren trat er immer wieder mit verschiedenen Musikern auf, die Band hieß aber immer „The Hawks“. Nach dem Tod von Hound Dog Taylor „übernahm“ er dessen Band „The Housrockers“ mit Brewer Phillips und Ted Harvey; sie nahmen zwar nie eine offizielle Platte auf, waren aber eine dynamische Liveband. Aufnahmen eines Auftritts wurden 1991 veröffentlicht. Nach einem Jahr trennten sie sich und Hutto formte die „New Hawks“, mit denen er bis zu seinem Tod zusammenarbeitete.
1977 zog Hutto nach Boston, wo er die letzten Jahre seines Lebens verbrachte. Er starb 1983 und wurde auf dem Restvale Cemetery, Alsip, Illinois begraben. 1985 wurde er in die Blues Hall of Fame aufgenommen. Sein Neffe Lil’ Ed Williams lernte von ihm das Gitarrenspiel, das er jetzt mit seiner Band The Blues Imperials betreibt.

## Diskographie

### Alben
- Hawk Squat (1968)
- Slidewinder (1973)
- Blues for Fonessa (1976)
- Live Volume One (1977)
- Live at Sandy’s Jazz Revue (1979)
- Keeper Of The Flame (1980)
- Slideslinger (1982)
- Slippin’ & Slidin’ (1983)
- J.B. Hutto And The Houserockers Live 1977 (1991)
- High & Lonesome [live] (1992)
- Masters of Modern Blues (1995)
- Rock With Me Tonight (1999)
- Live At Shaboo Inn 1979 (1999)
- Hip Shakin’ (2000)
- Slidin the Blues (2002)
- Stompin’ At Mother Blues (2004)
- Slide Guitar Master (2007)
- Hawk Squat (2010)

### DVD
- Chicago Blues DVD (2004)[5]